# Lucjan Dytrych

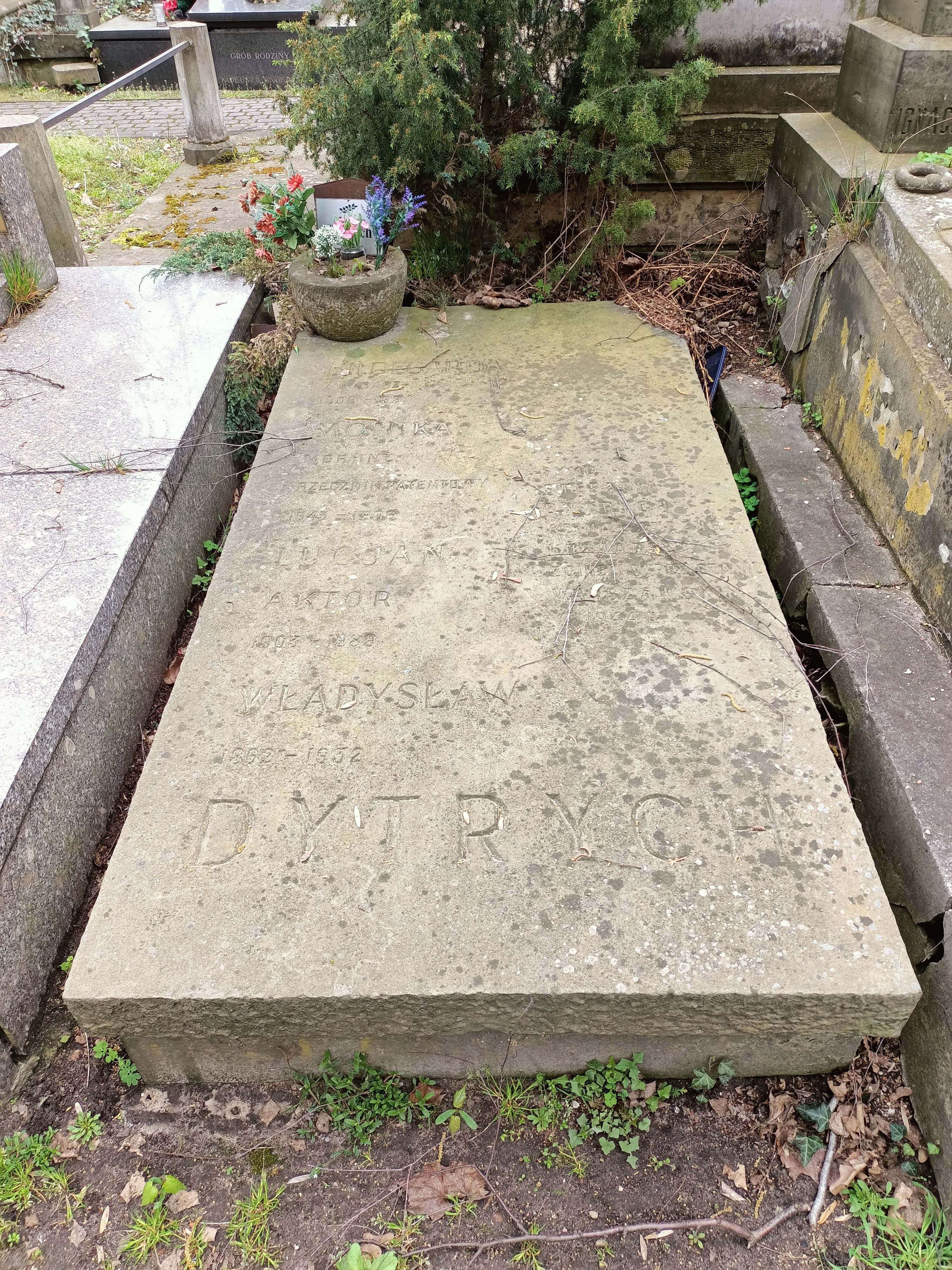
Grób Lucjana Dytrycha na Cmentarzu Powązkowskim w Warszawie

Lucjan Dytrych (ur. 5 stycznia 1903 w Warszawie, zm. 29 stycznia 1989 tamże) – polski aktor teatralny i filmowy.

## Życiorys
W 1923 roku ukończył Kursy Wokalno-Dramatyczne Heleny Józefy Hryniewieckiej w Warszawie. Przed II wojną światową występował na scenach teatrów Sosnowca (Teatr Polski, 1923–1924), Katowic (Teatr Polski, 1924–1925), Warszawy (Teatr im. Aleksandra Fredry, 1926–1927), Grudziądza (Teatr Miejski, 1926–1927), Wilna (Teatr Komedii Muzycznej „Lutnia”, 1928–1930), Torunia (Teatr Miejski, 1930–1931), Bydgoszczy (Teatr Miejski, 1931–1938), Łodzi (Teatr Miejski, 1932–1933) oraz Poznania (Teatr Polski, 1938–1939).
Po zakończeniu wojny powrócił do gry aktorskiej w zespole Teatru Polskiego w Poznaniu (1945–1948). Następnie występował na scenach: Teatru Wojska Polskiego w Łodzi (1948–1949), Teatrów Dramatycznych we Wrocławiu (1949–1951), Teatru Ateneum w Warszawie (1951–1956), Teatru Dramatycznego w Warszawie (1956–1959) oraz Teatru Ludowego w Warszawie (1959–1973). Grał również w spektaklach Teatru Telewizji oraz słuchowiskach Teatru Polskiego Radia. Ponadto pełnił funkcję przewodniczącego Kapituły Członków Zasłużonych Związek Artystów Scen Polskich. W 1951 roku na Festiwalu Polskich Sztuk Współczesnych we Wrocławiu otrzymał wyróżnienie za rolę majstra Zieji w sztuce Tysiąc walecznych Jana Rojewskiego.
Zmarł w Warszawie, pochowany na cmentarzu Powązkowskim (kwatera 166-5-6).

## Ordery i odznaczenia
- Krzyż Oficerski Orderu Odrodzenia Polski (1988)
- Złoty Krzyż Zasługi (1952)
- Medal 10-lecia Polski Ludowej (19 stycznia 1955)[2]
- Odznaka „Zasłużony Działacz Kultury” (1984)

## Filmografia
- Dom na pustkowiu (1949) – mężczyzna podwożący Klonowicza
- Miasto nieujarzmione (1950) – obergruppenfuhrer Fischer
- Przygoda na Mariensztacie (1953) – przedstawiciel stołecznej Rady Narodowej
- Bolesław Śmiały (1971) – członek poselstwa Rusinów
- Hubal (1973) – Marian, członek oddziału „Hubala”
- Śmierć prezydenta (1977) – Ignacy Daszyński
- Kochaj albo rzuć (1977) – vice-president firmy asekuracyjnej przemawiający na uroczystości otwarcia Domu Kultury Polskiej
- ...Gdziekolwiek jesteś panie prezydencie... (1978)
- Ojciec królowej (1979) – podskarbi koronny
- Dom (1980, odc. 7) – mężczyzna na przysiędze Leszka
- Constans (1980) – ksiądz
- Dom świętego Kazimierza (1983) – mieszkaniec zakładu